# Nätfiske
Nätfiske, lösenordsfiske, eller phishing (efter engelskans fishing, ’fiske’, antagligen påverkat av stavningen i phreaking som i sin tur är en kombination av Hacking/Cracking och Phone) är en form av social manipulation och en olaglig metod att lura innehavare av bankkonton och andra elektroniska resurser att delge kreditkortsnummer, lösenord eller annan känslig information. Bedragarna vill åt informationen för att kunna stjäla pengar, sälja informationen vidare till andra bedragare eller för att kapa offrets identitet och lura andra.
Nätfiske är ofta utformat som ett e-mejl, ett bluffmejl, som ser ut att komma från en bank, myndighet eller ett företag som mottagaren har högt förtroende för. Meddelandet innehåller vanligen en uppmaning att logga in snarast möjligt, och en länk till en falsk webbsida med inloggningsformulär.
Det förekommer försök, framförallt via e-post att få tag på privat information, till exempel kontokortsnummer, bankinformation och lösenord. Dessa e-postmeddelande kan vara mycket välgjorda och i stort verka autentiska. Oftast uppges de komma från ett företags supportavdelning och man anger ofta att det har uppstått något form av problem med kundens konto eller motsvarande och behöver då lösenord etcetera för att kunna åtgärda felet. Detta är ofta riktat till kunder hos internetbanker.
Nätfiskare kan även använda sig av bilder istället för text för att göra det svårare för anti-phishingfilter att upptäcka specifik text som ofta används i e-post för nätfiske.
QR-koder i fysisk eller digital form kan användas för nätfiske i så kallad quishing.
Ett sätt att undvika att drabbas av nätfiske kan vara att inte lämna ut uppgifter på detta sätt och att kontrollera med företaget som utger sig för att begära dessa uppgifter om de verkligen gör det. En legitim verksamhet frågar inte efter lösenord via e-post. Offer för nätfiske uppmanas att undvika att klicka på länkar och öppna bifogade filer som kommer via mejl som på något vis framstår som ovanliga. Ett sätt att avslöja exempelvis ett bluffmejl är att undersöka avsändaradressens domännamn.
Phishingutskick skickas ofta till alla adresser som bedragaren kan komma över, i hopp om att någon ska luras att svara. De utgör därmed i regel också en underkategori för spam.
Under vintern 2007 fick nätfiskebedrägerier stor uppmärksamhet i svenska medier när falsk e-post i en svensk storbanks namn skickats ut i stora mängder, där användarna uppmanades att logga in på banken via en länk, vilken gick till en falsk sida. Bedrägerierna fortsatte under hela våren. Banken lyckades inte stoppa dessa. Bedragarna öppnade nya falska sajter efterhand som banken fick de befintliga spärrade. Dessa e-brev var mer välgjorda till skillnad från tidigare som innehöll grammatiskt usel svenska. Trots detta blev en del lurade att utskicken kom från deras svenska bank. Uppmärksamheten i media har hållit nere antalet som blivit lurade.